# Dialekty doleńskie
     Dialekty doleńskie

Ugrupowania dialektów języka słoweńskiego
Dialekty doleńskie

Dialekty doleńskie, dialekty Dolnej Krainy (słoweń. dolenjska narečna skupina, dolenjščina) – jedna z siedmiu najczęściej wyróżnianych grup dialektów słoweńskich. Dialekty doleńskie używane są w Dolnej Krainie w dorzeczu Krki i Mirny – prawobrzeżnych dopływów Sawy.
Dialekty doleńskie miały dużą rolę w formowaniu się słoweńskiego języka literackiego, jednak od XVII wieku doleńskie cechy formującego się języka literackiego Słoweńców były stale wypierane przez właściwości dialektów goreńskich.

## Cechy językowe
Dialekty doleńskie wyróżniają się następującymi cechami fonetycznymi:
- wspólne z dialektami goreńskimi rozróżnianie intonacji rosnącej i opadającej oraz ā i ə jako kontynuanty jerów w pozycji mocnej[1],
- szerokie ei̯ (lub ai̯, äe, ä) jako kontynuant psł. *ě (jać) w sylabach długich, np. mléi̯ku, svái̯ča < psł. *melko, *svěťa[1],
- dyftongizacja psł. *ę do i̯e i psł. *ǫ do u̯ọ, np. pîet, zúọp < psł. *pętь, *zǫbъ[1],
- nieakcentowane i krótko akcentowane -o w końcówkach rodzaju nijakiego przeszło w -u, np. mléi̯ku, dnȕ < psł. *melko, *dъno[5],
- długie ū rozwinęło się w centralnych gwarach doleńskich w ü lub dyftongiczne ui̯, np. ǘžna, úi̯sta < psł. *južina, *usta[5].

## Podział
W grupie doleńskiej można wyróżnić pięć dialektów:
- dialekt zachodniodoleński
- dialekt wschodniodoleński
- dialekt środkowodoleński
- dialekt posawski
- dialekt medijski

Dwa ostatnie dialekty mają charakter przejściowy do dialektów sąsiednich, odpowiednio typu styryjskiego i goreńskiego.